# Ludwig Sesta
Geza Ludwig Sesta (Sesztak) (ur. 14 maja 1900 w Simmeringu, zm. 26 lutego 1976 w Wiedniu) – austriacki zapaśnik walczący w stylu klasycznym. Olimpijczyk z Paryża 1924, gdzie dziewiąte miejsce w wadze lekkiej.
Zdobył srebrny medal mistrzostw Europy w 1925 i czwarty w 1931 roku.

## Letnie Igrzyska Olimpijskie 1924
| Konkurencja            | Rundy eliminacyjne    | Rundy eliminacyjne         | Rundy eliminacyjne   | Rundy eliminacyjne   | Klas. końcowa |
| Konkurencja            | Przeciwnik I          | Przeciwnik II              | Przeciwnik III       | Przeciwnik IV        | Miejsce       |
| ---------------------- | --------------------- | -------------------------- | -------------------- | -------------------- | ------------- |
| 67,5 kg styl klasyczny | Mihály Matura (HUN) P | Englebertus Mollin (BEL) Z | Paul Parisel (FRA) Z | Arne Gaupset (NOR) P | 9.            |